# 肖爾克里克鎮區 (北卡羅萊納州切羅基縣)
肖爾克里克鎮區（英語：Shoal Creek Township）是位於美國北卡羅萊納州切羅基縣的一個鎮區。

## 地方資料
肖爾克里克鎮區的面積為173.27平方千米，皆為陸地。根據2020年美國人口普查的數據，當地共有人口2327人，而人口密度為每平方千米13.43人。